# Asztarot
Asztarot (Aszterot Karnaim, Karnaim, Karnion) – miasto na Wzgórzach Golan, utożsamiane przez badaczy z Tell Asztara nad rzeką Jarmuk.
Nazwa miasta została poświadczona przez źródła egipskie: teksty złorzeczące (XX–XVIII wiek p.n.e.), list Totmesa III (XV wiek p.n.e.) oraz przez listy amarneńskie (XIV wiek p.n.e.). Miasto kilkakrotnie pojawia się w Starym Testamencie. Według Księgi Rodzaju (14,5) Asztarot, zapisane w źródle jako Aszterot Karnaim, należało do Refaitów. Według Księgi Jozuego (9,10 i nn.) w Asztarot swoją stolicę urządził król Baszanu – Og. Gdy Og został pokonany w bitwie pod Edrei, miasto zajął Machir z rodu Manassesa (Joz 13,31). W epoce hellenistycznej nazywane było Karnaim (1 Mch 5,26) oraz Karnion (2 Mch 12,26). Zamieszkałe było również w okresie dominacji rzymskiej.